# ويليام كيرشاو
ويليام كيرشاو (بالإنجليزية: William Kershaw)‏ هو لاعب كرة قدم أمريكية أمريكي، ولد في 15 ديسمبر 1983 في بينهورست في الولايات المتحدة.

## وصلات خارجية
- ويليام كيرشاو على موقع مرجع كرة القدم المحترفة.كوم (الإنجليزية)